# Гарген
Гарген (нід. Hargen) — селище в нідерландській провінції Північна Голландія на узбережжі Північного моря. Входить до муніципалітету Берген.
Його площа становить 3,29 км², а населення станом на 2021 рік складало 1 530 осіб.